# Difenilmetanol
El difenilmetanol o benzhidrol, (C₆H₅)₂ CHOH, és un alcohol secundari amb massa molecular relativa de 184,23 g/mol. Té un punt de fusió de 69 °C i un punt d'ebullició de 298 °C. S'ha utilitzat com a perfum i en farmacèutica, on és utilitzat com un component fonamental en els antihistamínics, antihipertensius i agents antial·lèrgics, així com a producte intermedi dels productes farmacèutics (inclosos els antihistamínics), agroquímics i altres compostos orgànics. S'utilitza com un fixador en perfumeria i com un grup de terminació en les polimeritzacions. El difenilmetanol és un irritant per als ulls, la pell i les vies respiratòries.
El difenilmetanol es pot preparar per una reacció de Grignard entre fenilmagnesi bromur i benzaldehid, o mitjançant la reducció de benzofenona, amb borohidrur de sodi o amb zinc pols o amb amalgama de sodi i aigua